# うしかい座タウ星
うしかい座τ星（うしかいざタウせい, Tau Boötis, τ Boo）は、うしかい座にある4.5等星。連星であり、主星 (τ Boo A) は黄白色の主系列星、伴星 (τ Boo B) は赤色矮星である。太陽系からは51光年離れており、暗い場所では肉眼で観測できる。

## うしかい座τ星A
うしかい座τ星Aのスペクトル型はF7Vであり、質量は太陽の1.2倍、直径は1.9倍で太陽より明るい。年齢は13億歳と考えられている。太陽より重いため寿命は短く、60億年未満である。
この恒星では1997年に惑星が発見されており、「うしかい座τ星b (τ Boo b)」という符号が付けられている。この惑星は、公転周期と恒星の自転周期が同期しているという特徴を持ち、このような現象が確認された最初の惑星である（しばしば見られる、自らの自転周期との同期とは別）。
うしかい座タウ星の惑星は、かに座55番星の惑星bやアンドロメダ座ウプシロン星の惑星bと同時に報告された。これらの3つの惑星は現在でいうところのホット・ジュピターやウォーム・ジュピターであるが、発見当時はそれらの用語は定着していなかったため、発見論文では先行して発見されていた類似の系外惑星ペガスス座51番星bに因んで「ペガスス座51番星型の惑星 ("51 Pegasi-type" Planet)」と称された。

連星の相手方であるB星がもたらす重力的擾乱のため、A星から4.38au以遠の軌道にある惑星は安定した軌道を保持できないと計算されている。一方でA星の周囲のハビタブルゾーンは1.92-3.30auの範囲だと考えられており、B星の擾乱にもかかわらずA星の周囲にハビタブル惑星が存在することは可能である。
| 名称 （恒星に近い順） | 質量     | 軌道長半径 （天文単位） | 公転周期 (日) | 軌道離心率 | 軌道傾斜角 | 半径 |
| --------------------- | -------- | ----------------------- | ------------- | ---------- | ---------- | ---- |
| b                     | 6 - 7 MJ | 0.05                    | 3.312         | 0.01       | —          | —    |

## うしかい座τ星B
うしかい座τ星B（惑星ではなく恒星なので大文字のB）は、スペクトル型M2Vの赤色矮星である。主星Aから240AUの距離を約1000年かけて公転している。軌道離心率は0.92であり近点距離は約20auになる。この連星の運動のため、この連星系に惑星が安定して存在できる領域は個々の恒星に十分に近接した領域か、2つの恒星の重心から十分に離れた領域に限られることになる。
A星がもたらす重力的擾乱のため、B星から7.21au以遠の軌道にある惑星は安定した軌道を保持できないと計算されている。一方でB星の周囲のハビタブルゾーンは0.19-0.33auの範囲にあると考えられており、A星の擾乱にもかかわらずB星の周囲にハビタブル惑星が存在することは可能である。

## 名称
中国では右摂提二と呼ばれ、η星（ムフリッド、右摂提一）・υ星（右摂提三）と共に、亢宿の星官右摂提をなす。
2015年、国際天文学連合により、うしかい座τ星の惑星系（恒星Aと惑星b）を含む20の系外惑星系の固有名が、公募・一般投票された。τ星系では、インドのGurudev Observatory-outreach programが提案したShri Ram Matt（恒星A）とBhagavatidevi（惑星b）が、圧倒的得票数で1位となった。
しかしこれらの名は、インドの社会思想家Shriram Sharmaとその妻Bhagavati Devi Sharmaに因んでおり、国際天文学連合が発表していたルールの1つ「主に政治的・軍事的・宗教的活動で知られる個人・場所・事件の名前は禁止」に反しているとして、投票は無効となった。
なおこの投票では、ルールに反した提案でもそのまま投票対象となっていた。この星系以外に、別の「他の天体の名称と類似しない」というルールに反しているにも関わらず1位となった提案がいくつかあったが、それらは変更された語形や類義語で承認された。投票自体が無効となったのはこの星系だけである。
次の系外惑星命名の機会である、2019年のキャンペーンの対象となる100の惑星系には、τ星系は含まれていない。